# 홋카이도 대학 구 삿포로 농학교 곤충학 및 양잠학 교실

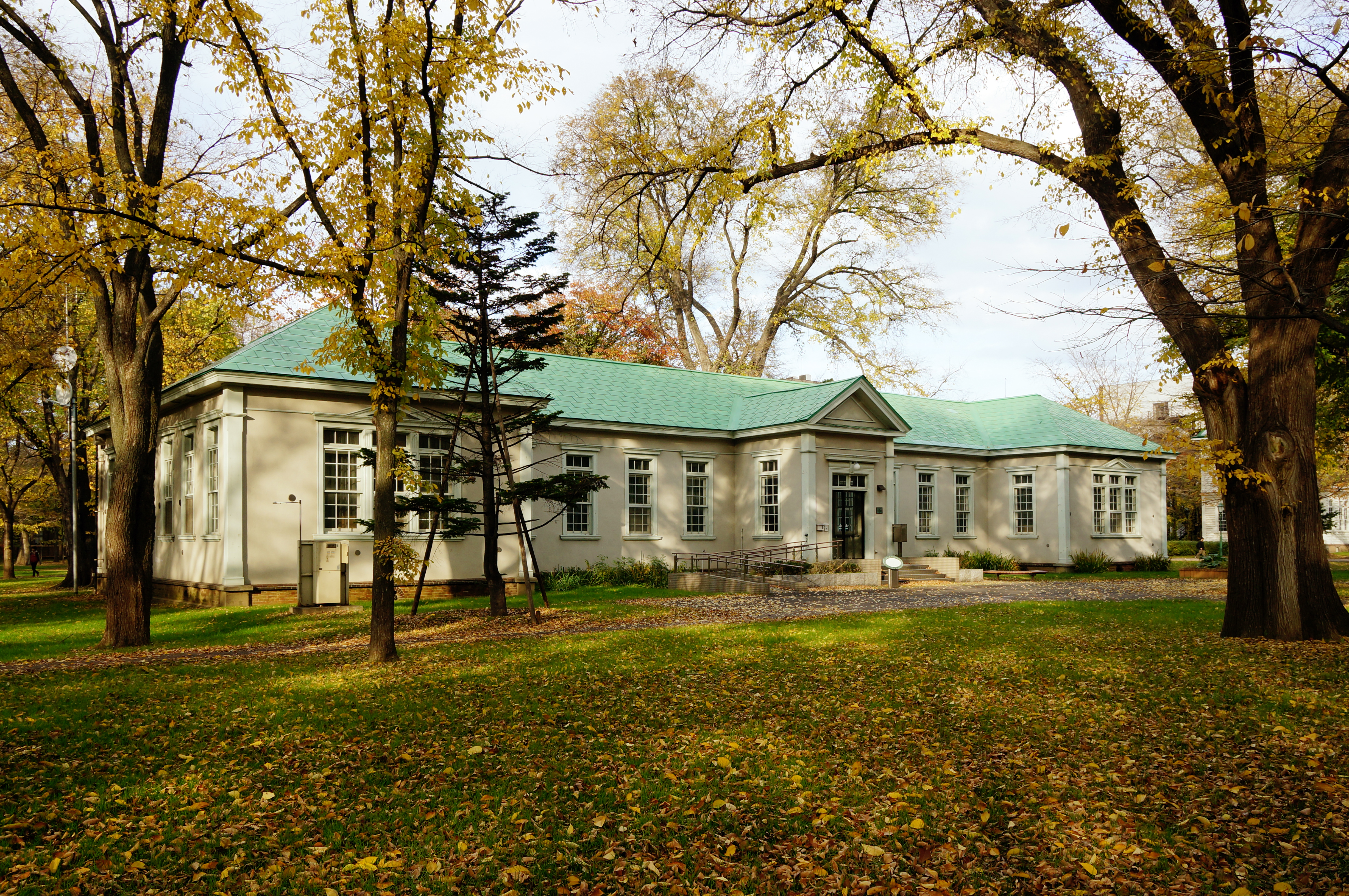
구 삿포로 농학교 곤충학 및 양잠학 교실

홋카이도 대학 구 삿포로 농학교 곤충학 및 양잠학 교실 (홋카이도 다이가쿠 큐 삿포로 노갓코 콘츄가쿠 오요비 요산가쿠 쿄시쓰)는, 홋카이도 삿포로시, 홋카이도 대학 구내에 있는 시설. 문부대신 관방 삿포로 건축 출장소, 나카조 세이이치로가 설계하였다 . 2000년 4월 28 일, 국가 등록 유형문화재로 등록되었다. 소재지는 홋카이도 삿포로시 기타구 기타 9조 니시8초메 .

## 연혁
- 1901년 12월-준공 [3].
- 1916년 1월-곤충 사육실 증축 (곤충학 및 양잠학 교실의 서북쪽으로 연결).
- 1927년 11월-곤충학 표본실 증축.
- 1936년) 8월-곤충학 관련 강좌의 농학부 본관 이전.
- 1937년 10월-북방 문화 연구소 설립.
- 1990년 -방송대학 홋카이도 학습센터.
- 2000년 2월-방송대학 홋카이도 학습센터 이전.
- 2000년 4월 28일- 국가 등록 유형문화재 등록.
- 2003년 5월-홋카이도 대학 교류 플라자 "에루무노 모리(느릅나무 숲)" .
- 2010년 6월-에루무노 모리(느릅나무 숲) 이전.

## 표본실(표본 창고)

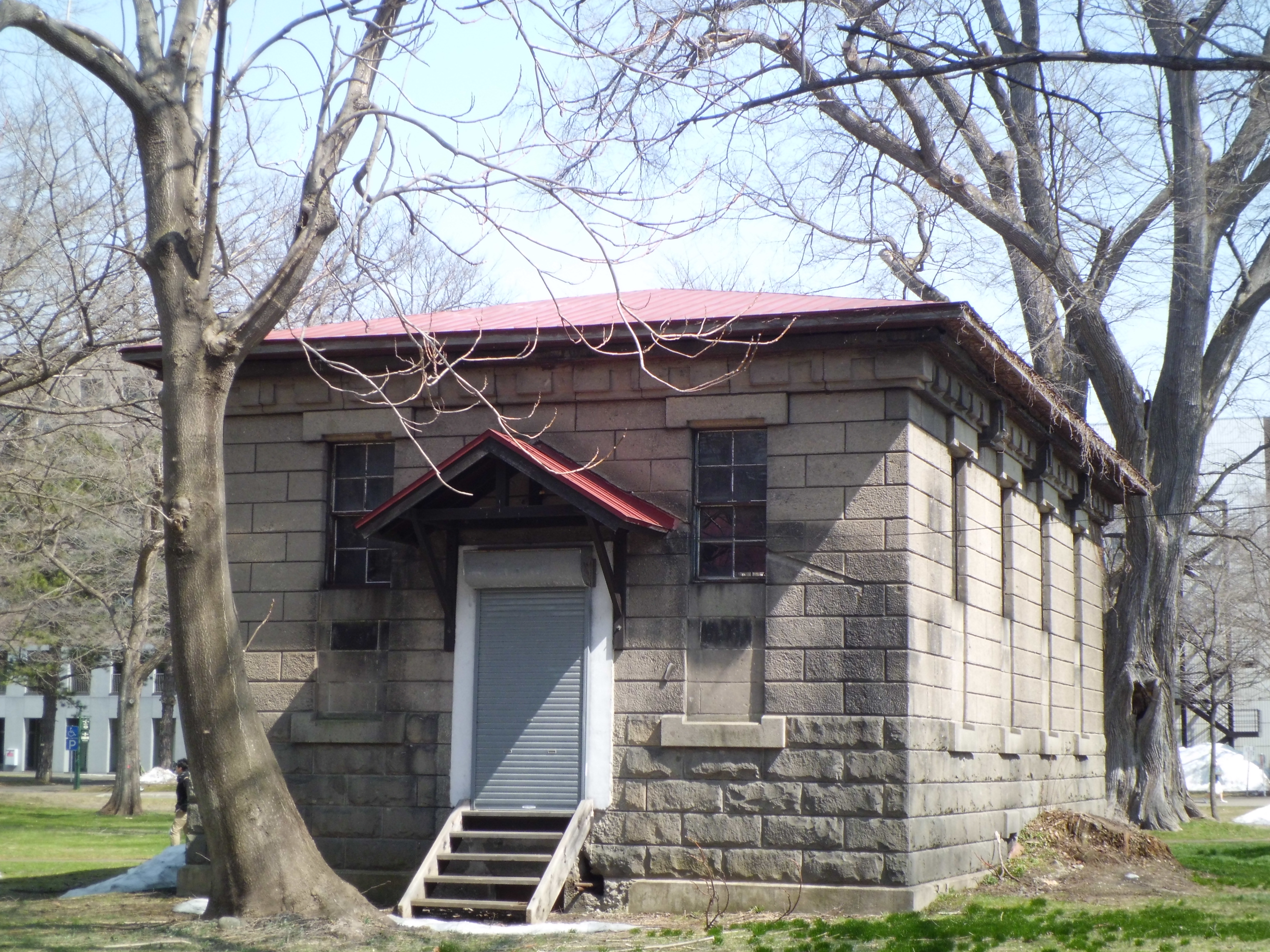
표본실

곤충학 초대 교수 마쓰무라 쇼넨의 시대에, 1927년에 표본실(표본 창고) 증축되었다. 곤충 표본을 화재로부터 보호하기 위하여 표본실의 벽은 삿포로 연석, 마루와 천장은 철근 콘크리트로 만들어 바닥과 천장에 있는 강화 콘크리트 및 방화 셔터 창문에 의한 불연 구조이다.